# 安藤みどり
安藤 みどり（あんどう みどり、1974年4月30日 - ）は日本の俳優、声優。劇団俳優座所属。大分県出身。

## 概要
米作家ロバート・ハーリング作『スティール・マグノリアズ』では、物語の軸となる、結婚式当日に糖尿病の発作を起こしたり、出産後に腎臓病が悪化したりと、波乱に富む人生を送る若い女性シェルビーを演じた。この役は『マグノリアの花たち』として映画化された際にはジュリア・ロバーツが演じた。
声優としては『ER緊急救命室』での子連れながらキュートな看護師サマンサ役が代表作。前夫や息子の素行不良に悩まされながらも、仕事場では有能な活躍ぶりを見せる女性を演じている。

## 出演
太字はメインキャラクター。

### 俳優座公演
- 野がも（2024年）[3]
- スティール・マグノリアズ（2007年） - シェルビー
- 三文オペラ（2005年）
- タルチュフ（2004年）

### 外部出演
- スーザン（ハーフムーンシアター）

### 劇場アニメ
- 時をかける少女（2006年） - 真琴の母[4]

### 吹き替え

#### 映画
- イーオン・フラックス
- カールの絵画教室（キャサリン〈ミカエラ・ワトキンス〉[5]）
- ザ・ライト -エクソシストの真実-（アンジェリーナ〈アリシー・ブラガ〉）
- 007 ワールド・イズ・ノット・イナフ（シガー・ガール〈マリア・グラツィア・クチノッタ〉）※テレビ朝日版
- バニシング:未解決事件（アリス・ロネ〈オルガ・キュリレンコ〉）
- ハプニング
- ロスト・ワールド/失われた世界

#### ドラマ
- ER緊急救命室シーズン10 - 15（サマンサ・タガート〈リンダ・カーデリーニ〉）
- 騎馬警官
- ザ・パシフィック
- ザ・プラクティス ボストン弁護士ファイル
- 続ハリーズ・ロー 裏通り法律事務所（アイリーン・オマリー）
- チャームド 〜魔女3姉妹〜
- PERSON of INTEREST 犯罪予知ユニット（メーガン・ティルマン〈リンダ・カーデリーニ〉）
- 犯罪心理分析官インゲル・ヴィーク（インゲル・ヨハンネ・ヴィーク〈メリンダ・キナマン〉）
- 弁護士イーライのふしぎな日常
- ボードウォーク・エンパイア 欲望の街
- ミス・マープル4 魔術の殺人（ジーナ・ハッド）
- 名探偵ポワロ オリエント急行の殺人（グレタ・オルソン〈マリ＝ジョゼ・クローズ〉）
- 名探偵モンク
- ローマ警察殺人課アウレリオ・ゼン 3つの事件（タニア・モレッティ〈カテリーナ・ムリーノ〉）
- 私はラブ・リーガル2（ケイトリン・ターナー）

#### アニメ
- ストレンジ・ワールド/もうひとつの世界[6]